# Petrichus griseus
Petrichus griseus är en spindelart som beskrevs av Lucien Berland 1913. Petrichus griseus ingår i släktet Petrichus och familjen snabblöparspindlar.
Artens utbredningsområde är Ecuador. Inga underarter finns listade i Catalogue of Life.